# Szyły (przystanek kolejowy)
Szyły (ukr. Шили, ros. Шилы) – przystanek kolejowy w miejscowości Szyły, w rejonie tarnopolskim, w obwodzie tarnopolskim, na Ukrainie. Położony jest na linii Szepetówka – Tarnopol.